# 大相撲殺人事件
『大相撲殺人事件』（おおずもうさつじんじけん）は、小森健太朗による日本の推理小説。続編である『中相撲殺人事件』、『小相撲殺人事件』についても扱う。

## 概要
ひょんなことから相撲部屋に入門することとなったアメリカ人のマーク・ハイダウェーが、力士として生活する中で、巻き込まれる事件を解決していくという内容。
2017年6月、文庫版の裏表紙のあらすじが衝撃的だというのでTwitter（後のX）で話題となり、急遽増刷と電子版の発売が決まった。
続編には『中相撲殺人事件』、電子版のみの『小相撲殺人事件』があるが、タイトル通り、むしろ事件規模が小さくなっていく。

## 主な登場人物
マーク・ハイダウェー
ハワイ州出身のアメリカ人。日本文化の勉強のため、日本の大学へ入学しようと訪日した折、相撲部屋・「千代楽部屋」の読み方を聞いた若者が「センダイガク」と読んだため、大学と勘違いして千代楽部屋を訪れた。
体格に優れ、故郷の村でも中学相撲のチャンピオンだったこともあり、千代楽親方に見込まれる。
誤解が解けてからも、学費を稼ぐという名目で千代楽部屋に所属し、力士として活動することになる。四股名は幕ノ虎。
推理力にも優れ、数々の事件を解決に導く。
聡子（さとこ）
千代楽親方の娘。高校で英語サークルに入っていることから、当初日本語に不慣れだったマークの通訳をつとめる。
マークを強く信頼しており、彼の助手的役割も演じる。
御前山（おまえやま）
千代楽部屋の力士。力士としては風采が上がらず、幕下より上に上がったことがない。
一応理論的に物事を考えようとするため、ミステリ的な状況解説もこなすが、突拍子もない考えを披露することも多い。
『中相撲殺人事件』では、催眠術の影響で普段は見られない強さを発揮する場面もある。
千代楽親方
千代楽部屋の親方。
相撲の伝統を重んじているが、誤解しているマークを無理に部屋へ引き込もうとするなど、とぼけた一面もある。
暁大陸（ぎょうたいりく）
千代楽部屋の力士。大関で、部屋の中では最も番付が高い。
人格にもすぐれているが、怪我をしている場合が多い。
筒カ錦（つつがにしき）
物語開始の2年前まで千代楽部屋に在籍していた力士。
当時、取組を観戦していた娘の上に暁大陸と対戦相手の力士が落ちてきて、障害を負うという事故があり、近くに居た千代楽親方がかばえなかったということから親方と感情的な対立が生じ、
妻と幼い息子も含め、一家で消息を絶っている。
『大相撲殺人事件』 では、いくつかの事件で復讐鬼を名乗る彼の影が見え隠れする。

## あらすじ（大相撲殺人事件）

### 第一話・土俵爆殺事件
アメリカ人、マーク・ハイダウェーは、ふとしたことから相撲部屋・千代楽部屋を訪れ、親方に見込まれる。
一方、部屋には所属力士の暁大陸宛の脅迫文が届き、暁大陸はその日の取組を厳重な警備の中行うこととなるが、取組が始まり、二人の力士が体をぶつけ合った途端、そこで爆発が起こる。
暁大陸は重傷を負い、対戦相手の力士は死亡した。テレビ中継を見ていたマークは、爆発の原因を隣りにいた親方の娘、聡子に教える。

### 第二話・頭のない前頭
マークは大学の学費を稼ぐことも兼ね、千代楽部屋へ所属することとなった。
最も位の高い暁大陸が入院中のため、2番手である前頭の千代弁天が一番風呂に入ったが、その後彼は首を切断された状態で発見される。
薪で焚く風呂は別棟となっており、風呂の中の様子は板格子の窓越しに覗くことができたが、入口には鍵がかかっており、風呂の隣の部屋で風呂を炊いていた力士以外に犯行は不可能かと目された。
しかしそこで、マークが疑義を申し立てる。

### 第三話・対戦相手連続殺害事件
マークは幕ノ虎という四股名で正式に力士となる。
破竹の勢いで勝利を重ね、人気者となったが、幕内の初取組の相手が殺害されてしまう。
さらには、その後も取組相手に決まった力士が次々と殺害され続け、最終的に被害者は14人にも及ぶ。
マークはすべて不戦勝のまま千秋楽に挑む一方、聡子は不審な人物を見かけ、犯人の正体を知る。

### 第四話・女人禁制の密室
聡子は、頭でっかちの万年幕下力士・御前山とともに、D県の新・国技館を訪れる。そこには知事とその秘書、女性の権利団体の会長を務める記者の3人の女性が、相撲の伝統が女性差別的だとして抗議に訪れていた。
抗議は一旦退けられるが、3人と聡子はまだ一般公開されていない国技館に入り込む。
しばらくして聡子は、土俵上で清めの儀式をしていた、行事を務めることもある神官が、土俵の真ん中で首を絞められ殺害されているのを発見する。
容疑者は聡子も含めた4人の女性に絞られたが、ここで御前山は、土俵には女性が上がれないタブーがあるため、土俵に上がらない限り神官の首を絞めるのが不可能である以上、これは密室であると主張する。
警察は犯人がそのような伝統を重んじるとは限らないと諭すが、そこに聡子たちを追ってきたマークが現れ、犯人たり得る人物は一人しかいないという。

### 第五話・最強力士アゾート
複数の力士が殺害され、それぞれ左腕、右腕、右足を持ち去られるという事件が起こっている。
御前山は、占星術殺人事件や薔薇の女を引き合いに出し、力士たちの中でも最も優れた部位をそれぞれ奪い去り、最強力士のアゾートを作ろうとしていると主張する。
動機はともかく、胴体はマーク、左足は暁大陸か、別の部屋の横綱が狙われかねないという話が出たのち、千代楽部屋はその横綱の所属する部屋と合同で稽古をすることとなる。
稽古の場所はある渓谷の温泉宿だったが、そこで横綱が殺害され、左足が持ち去られているのを、2人の力士が発見する。
死亡推定時刻の関係上、実行するには小児窟と呼ばれる、出口が岩で半ば塞がれているため小柄な者しか通れない洞窟を抜けなくてはならず、それが出来そうな聡子と中学生の少年には犯行自体が困難だった。
そんな中、発見者の力士の1人からある疑問を聞いたマークは、真相に気づく。

### 第六話・黒相撲館の殺人
大雨の中、千代楽部屋の一行を乗せた小型バスは山道で迷ってしまい、山奥の屋敷にたどり着く。
屋敷では顔中に包帯を巻いた大男に迎えられるが、電話が不通になっており、翌日まで泊まっていくことを促される。
男からは黒相撲なる、歴史の影に葬られた実戦相撲のことと、彼がその系譜を継ぐ者であるという話をされ、しかも千代楽部屋がその仇の系譜であり、今なお黒相撲の力士たちの怨念の対象であるという主張を受ける。
そういった折、一行は黒死館殺人事件の予告文を彷彿とさせる落書きを発見する。それは、千代楽部屋の面々の四股名をあらわしていると見られる殺害予告であり、それに応じるかのように、力士たちが次々と殺害されていく。